# Chiaki Kuriyama

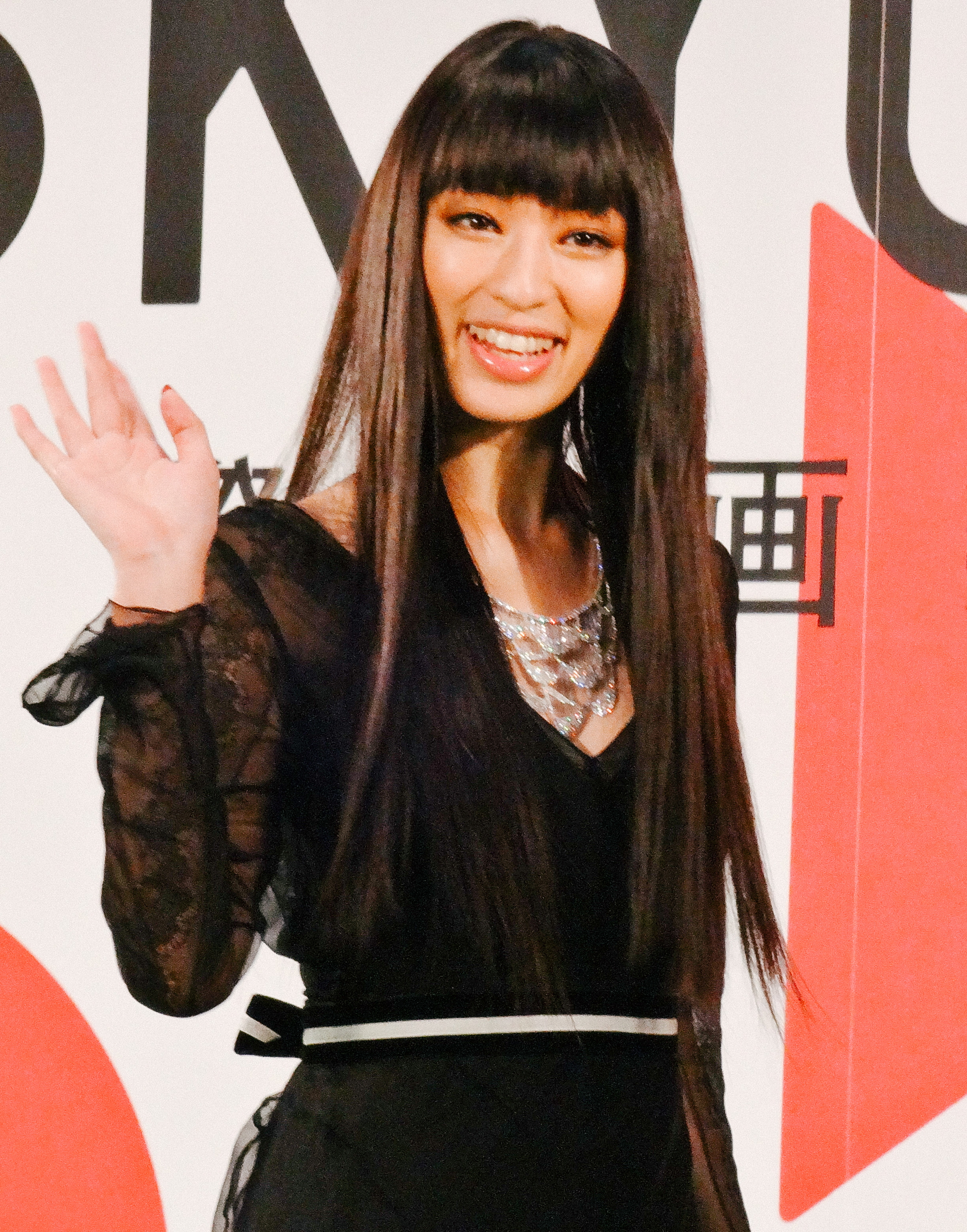
Chiaki Kuriyama auf dem Tokyo International Film Festival 2013

Chiaki Kuriyama (anhörenⓘ jap. 栗山 千明 Kuriyama Chiaki; * 10. Oktober 1984 in Tsuchiura, Ibaraki) ist eine japanische Filmschauspielerin und Sängerin.
Ihr Auftritt als Takako Chigusa (#13) in Battle Royale brachte ihr die Aufmerksamkeit von Quentin Tarantino ein. Er besetzte sie in der Rolle der Gogo Yubari in Kill Bill, durch die sie außerhalb Japans bekannt wurde.
Drei ihrer Singles wurden als Titellieder von Anime verwendet – Ryūsei no Namida bei Kidō Senshi Gundam Unicorn, Kanōsei Gāru bei Yorinuki Gintama-san und Cold Finger Girl bei Level E –, sowie Tsukiyo no Shōzō als Titellied für das Dorama Himitsu Chōhōin Erika in dem sie die Hauptrolle spielte.

## Filmografie (Auswahl)
Spielfilme
- 1995: Hanako
- 1995: Gonin
- 1999: Shikoku – Rückkehr zur Insel der Toten (Shikoku)
- 2000: Persona – Die Macht hinter der Maske (Kamen gakuen)
- 2000: Juon: The Curse
- 2000: Battle Royale
- 2003: Kill Bill: Vol. 1
- 2003: Take the 'A' Train
- 2004: Last Quarter
- 2005: Mail
- 2005: Azumi 2 – Death or Love (あずみ2 Death or Love)
- 2005: Into the Sun – Im Netz der Yakuza (Into the Sun)
- 2005: The Great Yokai War
- 2005: Scrap Heaven
- 2006: Kisarazu Cats Eye: World Series
- 2007: Exte: Hair Extensions
- 2008: Kids

Fernsehen
- 1999: Kowai dōwa
- 1999: Eden's Bowy
- 2000: Rokubanme no Sayoko
- 2000: Multiple Personality Detective Psycho – Kazuhiko Amamiya Returns
- 2001: R-17
- 2006: Jyooubachi
- 2006: Woman's Island
- 2006: Kakure karakuri
- 2007: Tokkyu Tanaka 3 Go
- 2007: Hagetaka: Road to Rebirth
- 2011–2012: Carnation als Natsu Yoshida
- 2012: Ataru als Ebina

## Diskografie
Single
| Verkaufsdatum | Titel                     | Transkription                         | Übersetzung                                       | Katalognummer         | Oricon-Platzierung |
| ------------- | ------------------------- | ------------------------------------- | ------------------------------------------------- | --------------------- | ------------------ |
| 24.2.2010     | 流星のナミダ              | Ryūsei no Namida                      | Sternschnuppenregen                               | DFCL-1622             | 11                 |
| 17.11.2010    | 可能性ガール              | Kanōsei Gāru                          | Das Mädchen der Möglichkeit                       | DFCL-1708             | 30                 |
| 26.1.2011     | コールドフィンガーガール  | Kōrudo Fingā Gāru                     | Cold Finger Girl                                  | DFCL-1732             | 39                 |
| 2.3.2011      | おいしい季節/決定的三分間 | Oishii Sekitsu / Ketteiteki Sanpunkan | Leckere Jahreszeiten / Entscheidende drei Minuten | DFCL-1759 / DFCL-1760 | 37                 |
| 23.11.2011    | 月夜の肖像                | Tsukiyo no Shōzō                      | Bildnis einer Mondnacht                           | DFCL-1814             | 62                 |

Alben
| Verkaufsdatum | Titel  | Transkription | Übersetzung | Katalognummer | Oricon-Platzierung |
| ------------- | ------ | ------------- | ----------- | ------------- | ------------------ |
| 16.3.2011     | CIRCUS |               | Zirkus      | DFCL-1763     | 19                 |